# Athletic Club de Boulogne-Billancourt (hockey sur glace)
Pour les articles homonymes, voir ACBB.
Cet article concerne la section hockey sur glace de l’ACBB. Pour le club omnisports, voir Athletic Club de Boulogne-Billancourt.
L'Athletic club de Boulogne-Billancourt hockey sur glace (ou ACBB hockey) est un club français de hockey sur glace basé à Boulogne-Billancourt, section du club omnisports de l'Athletic club de Boulogne-Billancourt.
Surnommée les Tigres de l'ACBB, l'effectif senior évolue au quatrième niveau national (Division 3) pour la saison 2023-2024. Après l’annonce de la fermeture de la patinoire de Boulogne-Billancourt, le club a définitivement disparu le 1er octobre 2024 laissant quelques 350 licenciés sur le carreaux dont des internationaux, et 4 salariés dont 3 à temps plein. L’absence de L’ACBB a créer un vide dans l’univers hockey parisien
L'ACBB est triple vainqueur de la Coupe Spengler en 1959, 1960, 1961 et triple Champion de France en 1957, 1960 et 1962.
Après l’annonce de la fermeture de la patinoire de Boulogne-Billancourt, la section est dissoute par le club omnisports le 1er janvier 2025.

## Historique

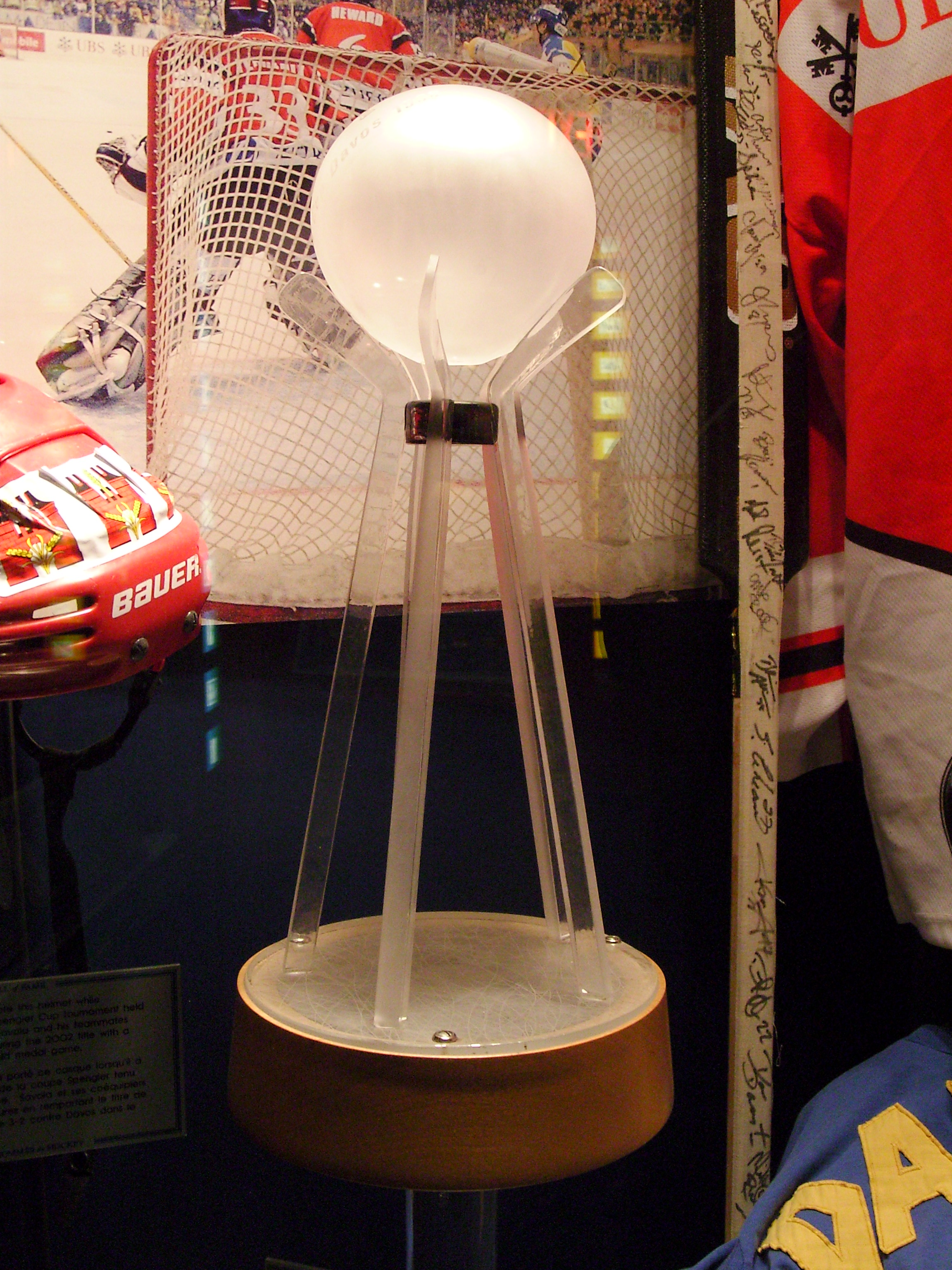
L'ACBB remporte trois fois la Coupe Spengler en 1959, 1960 et 1961.

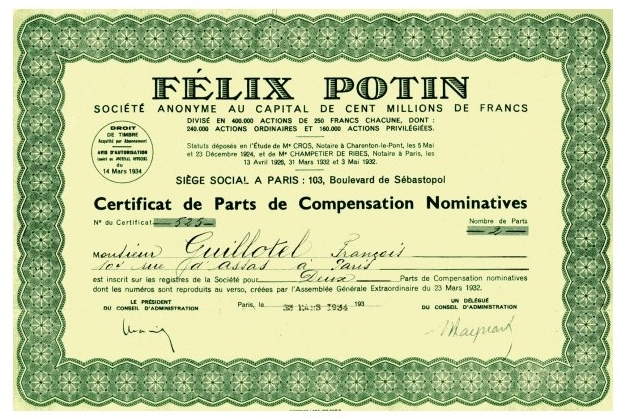
Philippe Potin, l'héritier de l'enseigne Félix Potin grand mécène du club.

En 1951, Jacques Lacarrière et Georges Guérard font construire une patinoire fédérale à Boulogne-Billancourt.
Le club omnisports de l'ACBB monte alors une équipe de hockey en 1951, qui s'installe dans la « fédérale » en 1956. Philippe Potin, héritier de l'enseigne Félix Potin, devient alors « mécène » de cette équipe de l'ACBB, qui devient rapidement un des meilleurs clubs de France.
Ainsi, l'équipe remporte le titre national en 1957, 1960 et 1962 et peut même rivaliser avec les grands clubs européens en remportant trois Coupes Spengler consécutives en 1959, 1960 et 1961, sans doute le plus grand succès européen d'un club français de l'histoire.
La domination de l'ACBB ne dure pas : Philippe Potin se désengage du club et après avoir obtenu la tête du hockey français en 1962 puis de la FFSG en 1964, il se retrouve ruiné en raison de son soutien au sport et à de mauvais investissements. Le club de l'ACBB reste dans les meilleures équipes de France pendant toutes les années soixante mais après son forfait pour la saison 1971-1972, il ne reviendra jamais plus au plus haut niveau.
À sa grande époque, lorsqu'elle participait à des tournois internationaux de renom, l'équipe était parfois appelée ACBB Paris.
Lors de la saison 2013-2014, les Tigres de Boulogne terminent invaincu au sein de la poule A de Division 3. Ils parviennent jusqu'au carré final où ils terminent à la deuxième place. Les Tigres de Boulogne sont promus en Division 2 à l'issue de la saison.
À l'issue de la saison 2014-2015, les Tigres parviennent à se hisser en 8éme de finale du championnat de Division 2 en se faisant sortir par les Aigles de la Roche/Yon (2-7,3-9). À la suite de difficultés financières, le club décide de repartir en Division 3.
Après l’annonce de la fermeture de la patinoire de Boulogne-Billancourt, cesse l'essentiel de son activité le 1er octobre 2024 laissant quelques 350 licenciés sur le carreaux dont des internationaux, et 4 salariés dont 3 à temps plein. Alors que les derniers licenciés de l’ancienne section hockey se retrouvent à la patinoire de Dreux pour disputer un match de championnat contre les Français Volants, les sections patinage et hockey sur glace sont désormais dissoutes officiellement par l’ACBB omnisports depuis le 1er janvier 2025.  

### Bilan saison par saison
| Saison    | Division     | Phases                            | Résultats                            | Classement final           |
| --------- | ------------ | --------------------------------- | ------------------------------------ | -------------------------- |
| 1954-1955 | 2e série     |                                   |                                      | 15e                        |
| 1955-1956 | 2e série     | Poule Paris Poule Nationale       | 1er/2 2e/4                           | 7e · Montée en 1re série   |
| 1956-1957 | 1re série    | Poule finale                      | 1er/3                                | Champion de France         |
| 1957-1958 | 1re série    |                                   |                                      | Vice-Champion de France    |
| 1958-1959 | 1re série    |                                   |                                      | Vice-Champion de France    |
| 1959-1960 | 1re série    |                                   |                                      | Champion de France         |
| 1960-1961 | 1re série    | Finale (2 matchs)                 | Chamonix                             | Vice-Champion de France    |
| 1961-1962 | 1re série    | Poule de qualification Finale     | 1er/3 Chamonix (forfait)             | Champion de France         |
| 1962-1963 | 1re série    | Poule Paris Poule finale          | 1er/4 2e/4                           | Vice-Champion de France    |
| 1963-1964 | 1re série    | Championnat de Paris Poule finale | 1er/2 2e/6                           | Vice-Champion de France    |
| 1964-1965 | 1re série    |                                   |                                      | Vice-Champion de France    |
| 1965-1966 | 1re série    |                                   |                                      | Vice-Champion de France    |
| 1966-1967 | 1re série    |                                   |                                      | 3e                         |
| 1967-1968 | 1re série    | Championnat de Paris Poule finale | 3e/4                                 | 3e                         |
| 1968-1969 | 1re série    |                                   |                                      | 5e                         |
| 1969-1970 | 1re série    |                                   |                                      | 4e                         |
| 1970-1971 | 1re série    | Poule paris-Nord Poule finale     | 1er/4 4e/4                           | 4e                         |
| 1971-1972 | 1re série    | Paris-Nord                        | forfait                              | 20e · descente en 2e série |
| 1972-1973 | 2e série     |                                   |                                      | 12e                        |
| 1973-1974 |              |                                   |                                      | 12e                        |
| 1974-1975 |              |                                   |                                      | 13e                        |
| 1975-1976 |              |                                   |                                      | 17e                        |
| 1976-1977 | Nationale B  | Saison régulière                  | 8e/10                                | 18e                        |
| 1977-1978 | Nationale B  |                                   | 4e                                   |                            |
| 1978-1979 | Nationale B  |                                   |                                      |                            |
| 1979-1980 | Nationale B  |                                   | 7e                                   |                            |
| 1980-1981 | Nationale B  |                                   | 5e                                   |                            |
| 1981-1982 | Nationale B  |                                   | 11e                                  |                            |
| 1982-1983 | Nationale B  |                                   | 7e                                   |                            |
| 1983-1984 | Nationale B  |                                   | 5e                                   |                            |
| 1984-1985 | Nationale B  |                                   | 12e                                  |                            |
| 1985-1986 | Nationale 2  |                                   | 15e                                  |                            |
| 1986-1987 | Nationale 1B |                                   | 10e                                  | descente en Nationale 2    |
| 1987-1988 | Nationale 2  |                                   | 10e                                  |                            |
| 1988-1989 | Nationale 2  |                                   | 13e                                  |                            |
| 1989-1990 | Nationale 2  |                                   | 13e                                  |                            |
| 1990-1991 | Division 2   |                                   | 9e                                   |                            |
| 1991-1992 | Division 2   |                                   | 16e                                  |                            |
| 1992-1993 | Nationale 2  |                                   | 14e                                  |                            |
| 1993-1994 | Nationale 2  |                                   | 21e                                  |                            |
| 1994-1995 | Division 2   |                                   | 11e                                  |                            |
| 1995-1996 | Division 2   |                                   | 10e                                  |                            |
| 1996-1997 | Nationale 1B |                                   | 6e                                   |                            |
| 1997-1998 | non engagée  |                                   |                                      |                            |
| 1998-1999 | Division 3   |                                   | (9e Zone Ile de France)              |                            |
| 1999-2000 | Division 3   |                                   | (7e Zone Ile de France)              |                            |
| 2000-2001 | Division 3   |                                   | (5e poule finale ouest)              |                            |
| 2001-2002 | Division 3   |                                   | 3e poule finale                      | montée en Division 2       |
| 2002-2003 | Division 2   |                                   | 8e poule finale                      |                            |
| 2003-2004 | Division 2   |                                   | 15e (7e poule de maintien)           |                            |
| 2004-2005 | Division 2   |                                   | 13e (5e poule de maintien)           |                            |
| 2005-2006 | Division 2   |                                   | 14e                                  |                            |
| 2006-2007 | Division 2   |                                   | 15e                                  |                            |
| 2007-2008 | Division 2   |                                   | 20e                                  |                            |
| 2008-2009 | Division 2   |                                   | (9e Poule Nord) 4e poule de maintien | descente en Division 3     |
| 2009-2010 | Division 3   |                                   | 2e en Poule des Play-Off             |                            |
| 2010-2011 | Division 3   | Carré final                       | 3e                                   |                            |
| 2011-2012 | Division 3   | Carré final                       | 3e                                   |                            |
| 2012-2013 | Division 3   | Saison régulière                  | 3e Groupe A                          |                            |
| 2013-2014 | Division 3   | Carré final                       | 2e                                   | montée en Division 2       |
| 2014-2015 | Division 2   | Série éliminatoire                | 8e de finale                         | descente en Division 3     |
| 2015-2016 | Division 3   |                                   | 7e (Poule B)                         |                            |
| 2016-2017 | Division 3   |                                   | 8e (Poule B)                         |                            |
| 2017-2018 | Division 3   |                                   | 9e (Poule C)                         |                            |
| 2018-2019 | Division 3   | Barrages Play-Offs                | 6e (Poule C)                         |                            |
| 2019-2020 | Division 3   |                                   |                                      |                            |
| 2020-2021 | Division 3   |                                   | 8e (Poule B)                         |                            |
| 2021-2022 | Division 3   |                                   | 8e (Poule B)                         |                            |

## Palmarès
- Coupe Spengler :
  - Vainqueur (3) : 1959, 1960, 1961
- Championnat de France :
  - Champion (3) : 1957, 1960, 1962

  - Vice-Champion (7) : 1958, 1959, 1961, 1963, 1964, 1965, 1966

## Logo
Pour la saison 2013-2014, l'ACBB présente un nouveau logo et en dévoile un nouveau à l'intersaison 2015.

Évolution du logo
Logo de la section hockey sur glace jusqu'en 2013.
Logo de l'équipe première de 2013 à 2015.
Version en bandeau du logo 2013-2015.

## Les joueurs

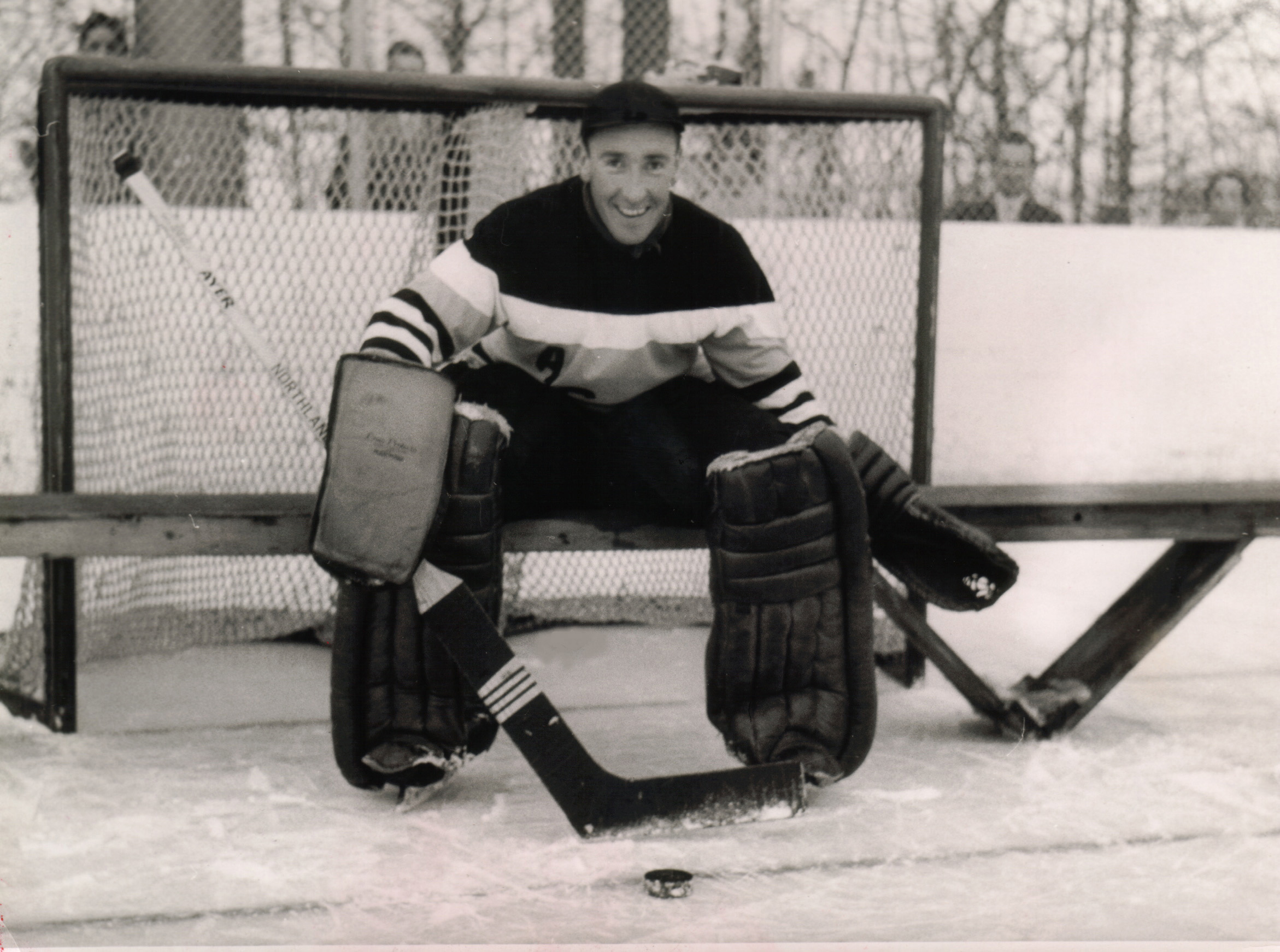
Le gardien suisse Jean Ayer remporte trois fois la Coupe Spengler avec l'ACBB en 1959, 1960 et 1961.

### Effectif
| No    | Nom                       | Nat. | Position       | Arrivée                      |
| ----- | ------------------------- | ---- | -------------- | ---------------------------- |
| +001, | Arthur Sitbon             |      | Gardien de but | 2018 - Jets d'Évry Viry II   |
| +030, | Xavier Croneiss           |      | Gardien de but | 2019 - Loisirs               |
|       | Pierre Marciniak          |      | Gardien de but | 2018 - Jets d'Évry Viry II   |
| +004, | Ronan Muller              |      | Défenseur      | 2019 - sans club             |
| +005, | Pierre-Lou Henry          |      | Défenseur      | 2017 - Castors d'Asnières    |
| +006, | Jonathan Le Flour         |      | Défenseur      | 2016 - Coqs de Courbevoie II |
| +011, | Alexis Niverd             |      | Défenseur      | 2018 - Jets d'Évry Viry II   |
| +013, | Medhy Aznag               |      | Défenseur      | 2019 - Élans de Champigny    |
| +016, | Rémy Parisot              |      | Défenseur      | 2015 - Élans de Champigny    |
| +020, | Léo Anthon                |      | Défenseur      | 2018 - Jets d'Évry Viry II   |
| +002, | Antoine Veglia            |      | Attaquant      | 2019 - Élans de Champigny    |
| +003, | Jorge Burgos Ramirez      |      | Attaquant      | 2018 - Castors d'Asnières    |
| +007, | Morgan Julio              |      | Attaquant      | 2016 - Coqs de Courbevoie II |
| +010, | Marius Joinet             |      | Attaquant      | 2019 - Élans de Champigny    |
| +012, | Arnaud Niverd             |      | Attaquant      | 2018 - Jets d'Évry Viry II   |
| +019, | Maxime Brunetti           |      | Attaquant      | Formé au club                |
| +023, | Quentin Vial              |      | Attaquant      | 2018 - Castors d'Asnières    |
| +024, | Florent Bissonnier-Gillot |      | Attaquant      | 2019 - Comètes de Meudon     |
| +025, | Christophe Jolly          |      | Attaquant      | 2019 - Élans de Champigny    |
| +027, | Yann Chevanse             |      | Attaquant      | 2018 - Jets d'Évry Viry II   |
| +038, | Sevan Babikian            |      | Attaquant      | 2019 - Loisirs               |
| +082, | Pierrick Deal             |      | Attaquant      | 2015 - Renards de Roanne     |
| +085, | Jules Lecoeur             |      | Attaquant      | 2019 - Loisirs               |